# Hummingthiiird
Albums de Éric Legnini
Sing Twice!
(2013) Waxx Up
(2017)
Hummingthiiird est un album de Éric Legnini, regroupant 16 titres inédits, collaborations vocales, remixes & instrumentaux. Il est sorti le 9 décembre sur le label français Discograph.

## Description de l'album
Hummingthiiird est un disque bonus issu du coffret  « The Box ! The Afro Jazz Beat Sound » consacré à Eric Legnini. Il regroupe 16 inédits et raretés. On y trouve des versions instrumentales, des remixes de Souleance, Blackjoy et Moogoo, des collaborations vocales avec la chanteuse Sandra Nkaké et des rappeurs américains comme Beat Assailant et Lyrics Born. 

## Titres
1. Carmignano (Souleance remix) - 03:10
2. Trippin’ High (Moogoo remix) - 05:08
3. Yan Kadi (instrumental) - 04:09
4. Rock The Days (feat.Sandra Nkaké)(Blackjoy remix) - 04:37
5. Snow Falls (instrumental) - 04:24
6. Introspection #3 - 01:14
7. Winter Heron(instrumental) - 04:08
8. Salisbury Plain (instrumental) - 04:48
9. Joy(feat.Krystle Warren, Beat Assailant) (Moogoo remix) - 04:44
10. Trippin’ (Moogoo vs Lyrics Born) - 05:08
11. Black President (Moogoo remix) - 05:35
12. The Vox (Moogoo remix) - 05:03
13. Introspection #2 - 01:30
14. If Only For A Minute (instrumental) - 04:59
15. The Source (instrumental) - 04:52
16. Rock The Days (acoustic version) - 04:40